# Église Saint-Louis de Saint-Louis-lès-Bitche
Pour les articles homonymes, voir Église Saint-Louis.
L'église Saint-Louis se situe dans la commune française de Saint-Louis-lès-Bitche et le département de la Moselle.

## Histoire
Du point de vue spirituel, le village est succursale de la paroisse de Soucht jusqu'en 1802, puis de celle de Lemberg jusqu'en 1846, avant d'être érigé en paroisse de l'archiprêtré de Bitche.

## Édifice
Le développement de la cristallerie locale et l'accroissement de la population entraînent de 1897 à 1902 la construction d'une nouvelle église paroissiale. Elle se situe à l'écart de l'agglomération, tout l'espace au fond de la vallée qu'elle surplombe étant réservé à l'usine et aux logements des ouvriers. Elle remplace l'ancienne chapelle des verriers, bénie le 25 août 1776 et érigée en cure en 1846, devenue trop petite malgré les agrandissements entrepris entre 1859 et 1862 par Jacquemin, architecte à Metz. Le nouvel édifice est un somptueux pastiche de l'art roman dû à l'architecte Charles Winkler, conservateur des Monuments historiques d'Alsace, et élevé grâce à l'aide financière de la famille du Coëtlosquet, propriétaire de l'usine à cette époque.
L'église est construite en pierre de taille de grès rose et couverte de tuiles à glaçure plombifère formant un décor de chevrons. Dédiée à saint Louis et de type basilical, elle possède une haute tour de plan polygonal placée à la croisée du transept et coiffée d'une coupole en lancette de même plan.

### Façade occidentale
Traduisant le parti à trois vaisseaux de la nef, la façade occidentale de l'église puise ses références stylistiques dans l'art roman rhénan, avec ses trois niveaux d'élévation délimités par des cordons et son décor de bandes lombardes et d'arcatures. Le portail, à la profonde embrasure, est le morceau de choix de la façade. La voussure est envahie par des animaux fantastiques mêlés à des entrelacs sculptés en bas relief, tandis que le centre du tympan est occupé par un Christ en majesté dans une mandorle. Au second niveau, une suite de cinq arcatures, abritant les statues du Christ et des anges, rappelle la galerie des rois des cathédrales. En revanche, les statues de saint François d'Assise et de saint Antoine de Padoue, placées dans les niches aménagées dans les contreforts, témoignent de dévotions particulièrement répandues dans le Pays de Bitche.

### Chapiteaux néo-romans
Les chapiteaux néoromans de la nef commandés au sculpteur colmarien Klem, comme l'ensemble de la sculpture, évoquent les différents épisodes de la vie de saint Louis, le saint patron de la paroisse. L'un d'eux représente le départ pour la croisade sous un décor d'entrelacs.

### Patrimoine mobilier
- Verrière figurée[1]
- 2 autels (autels secondaires)[2].
- Chaire à prêcher[3].
- Confessionnal[4].
- Fonts baptismaux[5] :

Les fonts baptismaux sont l'un des éléments du mobilier conçu dans le même style que l'architecture, selon un programme d'ensemble comprenant le ciborium, les autels, la chaire et les confessionnaux. Ils s'inspirent très largement, avec cependant quelques libertés stylistiques, des fonts romans de l'ancienne chapelle castrale de Mousson, en Meurthe-et-Moselle, détruite avec tout son mobilier en 1944. De plan quadrilobé, rythmés par des colonnettes, ils sont sculptés dans le calcaire et représentent des scènes de la vie de saint Jean-Baptiste. Sur une des faces figure à la fois le baptême du Christ et la représentation verticale de la Sainte Trinité.
- Statue saint Sigisbert[6].
- Le mobilier de l'église paroissiale Saint-Louis[7].